# قائمة قرارات الأمم المتحدة المتعلقة بسوريا
| الأمم المتحدة · سوريا |
| جزء من سلسلة مقالات حول قرارات مجلس الأمن التابع للأمم المتحدة الأعضاء الصين فرنسا روسيا المملكة المتحدة الولايات المتحدة الأعضاء غير الدائمون القرارات حسب السنوات (1946–1949) 1946 1947 1948 1949 (1950–1959) 1950 1951 1952 1953 1954 1955 1956 1957 1958 1959 (1960–1969) 1960 1961 1962 1963 1964 1965 1966 1967 1968 1969 (1970–1979) 1970 1971 1972 1973 1974 1975 1976 1977 1978 1979 (1980–1989) 1980 1981 1982 1983 1984 1985 1986 1987 1988 1989 (1990–1999) 1990 1991 1992 1993 1994 1995 1996 1997 1998 1999 (2000–2009) 2000 2001 2002 2003 2004 2005 2006 2007 2008 2009 (2010–2019) 2010 2011 2012 2013 2014 2015 2016 2017 2018 2019 (2020–2029) 2020 2021 2022 2023 2024 2025 2026 2027 2028 2029 حق النقض حق النقض قائمة استخدام حق النقض ع ن ت |
| جزء من سلسلة مقالات حول |
| قرارات مجلس الأمن التابع للأمم المتحدة |
| |
| الأعضاء |
| الأعضاء غير الدائمون |
| القرارات حسب السنوات |
| (1946–1949) |
| (1950–1959) |
| (1960–1969) |
| (1970–1979) |
| (1980–1989) |
| (1990–1999) |
| (2000–2009) |
| (2010–2019) |
| (2020–2029) |
| حق النقض |
| حق النقض قائمة استخدام حق النقض |
| ع ن ت |

وقد تناولت قرارات الأمم المتحدة المتعلقة بسوريا النزاع العربي الإسرائيلي، والاحتلال السوري للبنان، والحرب الأهلية السورية.

## القرارات
| قرار | التاريخ        | التصويت                                | الشواغل |
| ---- | -------------- | -------------------------------------- | --- |
| 887  | 29 نوفمبر 1993 | إجماعي                                 | منطقة قوة الأمم المتحدة لمراقبة فض الاشتباك                                                                                              |
| 962  | 29 نوفمبر 1994 | إجماعي                                 | منطقة قوة الأمم المتحدة لمراقبة فض الاشتباك                                                                                              |
| 1595 | 7 أبريل 2005   | إجماعي                                 | الاحتلال السوري للبنان |
| 1636 | 31 أكتوبر 2005 | إجماعي                                 | اغتيال رئيس الوزراء اللبناني السابق رفيق الحريري                                                                                         |
| 2042 | 14 أبريل 2012  | إجماعي                                 | قرار قوة مراقبة الحرب الأهلية السورية |
| 2043 | 21 أبريل 2012  | إجماعي                                 | إنشاء بعثة الأمم المتحدة للمراقبة في سوريا                                                                                               |
| 2059 | 20 يوليو 2012  | إجماعي                                 | تجدد ولاية بعثة المراقبة في سوريا لمدة 30 يوما                                                                                           |
| 2118 | 27 سبتمبر 2013 | إجماعي                                 | الحرب الأهلية السورية، إطار القضاء على الأسلحة الكيميائية السورية                                                                        |
| 2139 | 22 فبراير 2014 | إجماعي                                 | الحرب الأهلية السورية، وإمكانية الحصول على المعونة الإنسانية                                                                             |
| 2165 | 14 يوليو 2014  | إجماعي                                 | الحرب الأهلية السورية، الحالة الإنسانية في سوريا، وإنشاء آلية للرصد                                                                      |
| 2209 | 6 مارس 2015    | 14–0–1 (الممتنعون عن التصويت؛ فنزويلا) | الحرب الأهلية السورية، الأسلحة الكيميائية في سوريا                                                                                       |
| 2254 | 18 ديسمبر 2015 | إجماعي                                 | الحرب الأهلية السورية، وقف إطلاق النار                                                                                                   |
| 2268 | 26 فبراير 2016 | إجماعي                                 | الدعوة إلى وقف أعمال القتال، والسماح بوصول العاملين في مجال المساعدة الإنسانية إلى سوريا                                                 |
| 2314 | 31 أكتوبر 2016 | إجماعي                                 | توسيع ولاية آلية التحقيق المشتركة بين منظمة حظر الأسلحة الكيميائية والأمم المتحدة لتحديد هوية مرتكبي استخدام الأسلحة الكيميائية في سوريا |
| 2319 | 17 نوفمبر 2016 | إجماعي                                 | تجديد ولاية آلية التحقيق المشتركة بين منظمة حظر الأسلحة الكيميائية والأمم المتحدة لسنة أخرى                                              |
| 2328 | 19 ديسمبر 2016 | إجماعي                                 | إمكانية الوصول الفوري ودون عوائق لمراقبة عمليات الإجلاء المدنية من حلب، سوريا                                                            |
| 2332 | 21 ديسمبر 2016 | إجماعي                                 | تجديد الإذن بتقديم المعونة عبر الحدود في سوريا حتى 10 يناير 2018.                                                                        |